# Saint-Augustin, Charente-Maritime
Saint-Augustin är en kommun i departementet Charente-Maritime i regionen Nouvelle-Aquitaine i västra Frankrike. Kommunen ligger  i kantonen La Tremblade som ligger i arrondissementet Rochefort. År 2022 hade Saint-Augustin 1 503 invånare.

## Befolkningsutveckling
Antalet invånare i kommunen Saint-Augustin
Referens:INSEE